# Lam Research
Lam Research — американская компания, поставляющая оборудование для производства полупроводниковых (интегральных) микросхем. Штаб-квартира компании располагается во Фримонте, штат Калифорния.

## История
Компанию основал в 1980 году Дэвид Лам (род. в 1940 году в Гуандуне, Китай). Основной специализацией компании стало оборудование для травления полупроводниковых пластин плазмой. В 1984 году компания разместила свои акции на бирже Nasdaq, что принесло 20 млн долларов. В 1985 году Дэвид Лам ушёл из компании. В 1987 году началось сотрудничество с японской компанией Sumitomo Metal Industries, в 1991 году был открыт технологический центр в Японии. В конце 1980-х годов компания освоила выпуск оборудования для химического осаждения из газовой фазы.
В 1995 году был открыт завод в Южной Корее. В 1996 году начался выпуск оборудования для производства плоскопанельных дисплеев. В1997 году была поглощена компания OnTrak Systems, производитель оборудования для химико-механической планаризации. В 2007 году была куплена швейцарская компания SEZ AG, производитель оборудования для очистки пластин. В 2012 году за 3,3 млрд долларов была куплена калифорнийская компания Novellus Systems. В августе 2021 года был открыт завод в Малайзии. В 2022 году была куплена австрийская компания SEMSYSCO, выпускающая оборудование для влажной очистки полупроводниковых пластин.

## Собственники и руководство
Акции компании котируются на бирже Nasdaq. Институциональным инвесторам по состоянию на начало 2024 года принадлежало 87 % акций, крупнейшими держателями были The Vanguard Group (8,40 %), BlackRock (5,44 %), State Street Global Advisors (4,20 %), Columbia Management Group (3,01 %), Geode Capital Management (2,22 %), JPMorgan Investment Management (2,20 %), T. Rowe Price (2,20 %).
- Абхиджит Талвалкар (Abhijit Y. Talwalkar, род. в 1964 году) — председатель совета директоров, член совета директоров с 2011 года; с 2005 по 2014 год возглавлял LSI Corporation[англ.].
- Тимоти Арчер (Timothy M. Archer, род. в 1967 году) — президент и генеральный директор (CEO) с декабря 2018 года, в компании с 2012 года, до этого работал в компании Novellus Systems, которую Lam Research поглотила в конце 2011 года.

## Деятельность
Компания разрабатывает, производит и продаёт оборудование для различных техпроцессов, используемых при изготовлении микросхем и полупроводниковых приборов, включая оборудование для гальванизации (электрохимического покрытия медью), химического осаждения из газовой фазы (CVD), атомно-слоевого осаждения (ALD), реактивного ионного травления и очистки.
Основные производственные и научно-исследовательские мощности находятся в Калифорнии (Фримонт и Ливермор), Орегоне (Туалатин), Южной Корее (Йонъин), Индии (Бангалор) и Австрии (Зальцбург и Филлах).
Выручка за 2022/23 финансовый год составила 17,4 млрд долларов. Основными рынками для компании были КНР (26 % выручки), Тайвань (20 %), Южная Корея (20 %), Япония (10 %), США (9 %), Европа (7 %). Крупнейшими покупателями продукции компании являются Intel, Kioxia, Micron Technology, Samsung Electronics, TSMC, Hynix и Yangtze Memory Technologies.
В списке крупнейших публичных компаний мира Forbes Global 2000 за 2023 год Lam Research заняла 447-е место.